# Mandevilla pohliana
Mandevilla pohliana är en oleanderväxtart som först beskrevs av Stadelm., och fick sitt nu gällande namn av Alwyn Howard Gentry. Mandevilla pohliana ingår i släktet Mandevilla och familjen oleanderväxter. Inga underarter finns listade i Catalogue of Life.